# Zimatlán de Alvarez
Zimatlán de Alvarez là một đô thị thuộc bang Oaxaca, México. Năm 2005, dân số của đô thị này là 18370 người.